# Microcentrus pileatus
Microcentrus pileatus är en insektsart som beskrevs av Fowler. Microcentrus pileatus ingår i släktet Microcentrus och familjen hornstritar. Inga underarter finns listade i Catalogue of Life.